# Vladimír Šverák
Vladimír Šverák  (né en 1959)  est un  mathématicien tchèque.

## Biographie
Šverák obtient en 1986 un doctorat à l'université Charles de Prague sous la direction de  Jindřich Nečas (de) sur des problèmes de calcul des variations en théorie de l'élasticité non linéaire. Il devient ensuite professeur à l'université Charles et aussi, en 1992, à l'université Heriot-Watt. Depuis les années 1990 il est professeur à l'université du Minnesota à Minneapolis.

## Recherche
Šverák travaille en calcul des variations, sur les équations aux dérivées partielles et plus récemment sur les équations de Navier-Stokes et des questions de régularité de leurs solutions. Dans les années 1980, il a obtenu des résultats importants en calcul des variations, où il a notamment répondu par la négative à une question posée en 1950 par Charles Morrey (de), à savoir si la convexité de rang 1 entraîne la quasi-convexité :  Šverák a donné un contre-exemple. Šverák a d'autres résultats importants sur la caractérisation de la quasi-convexité introduite par Morrey. En 1992, ces travaux lui valent le prix de la Société mathématique européenne.

## Prix et distinctions
En plus du prix de la Société mathématique européenne en 1992, Šverák est conférencier invité au Congrès international des mathématiciens en 1994 à Zurich (titre de sa conférence : Lower semicontinuity of variational integrals and compensated compactness) et en 1998 à Berlin (Unexpected solutions of first and second order partial differential equations avec Stefan Müller). En 1993 il reçoit, avec Stefan Müller, le prix de recherche Max-Planck et en 1997, toujours avec Stefan Müller, la médaille Keith.

## Publications (sélection)
- Hao Jia, Samuel Stewart et Vladimir Sverak, « On the De Gregorio modification of the Constantin-Lax-Majda Model », Archive for Rational Mechanics and Analysis, vol. 231, no 2,‎ 2019, p. 1269–1304 (DOI 10.1007/s00205-018-1298-1, arXiv 1710.02737).
- Thierry Gallay et Vladimir Sverak, « Uniqueness of axisymmetric viscous flows originating from circular vortex filaments », Ann. Sci. Éc. Norm. Supér. (4), vol. 52, no 4,‎ 2019, p. 1025-1071 (zbMATH 07144477).
- Vladimir Sverak, « Examples of rank-one convex functions », Proceedings of the Royal Society of Edinburgh Section A, vol. 114, nos 3-4,‎ 1990, p. 237-242 (zbMATH 0714.49024).
- Vladimír Šverák, « Rank-one convexity does not imply quasiconvexity », Proceedings of the Royal Society of Edinburgh, Section A, vol. 120, nos 1–2,‎ 1992, p. 185–189 (ISSN 0308-2105).